# Iglesia de Santa María Magdalena (Ossa de Montiel)
La iglesia de Santa María Magdalena es un templo católico del municipio español de Ossa de Montiel, en la provincia de Albacete. Cuenta con el estatus de Bien de Interés Cultural.

## Descripción
La iglesia de Santa María Magdalena está ubicada en la calle de la Iglesia de la localidad albaceteña de Ossa de Montiel, en Castilla-La Mancha. El edificio debió de erigirse hacia la segunda mitad del siglo XV. En planta presenta una sola nave distribuida en cuatro tramos, coro en alto a los pies y un único acceso. Sus medidas son de 23 x 90 m. La cubierta de la nave es de madera a dos aguas, de par y nudillo, asentada sobre arcos fajones transversales trasdosados en forma angular. El presbiterio es de planta rectangular y también se cubre con madera.
Sobre el lienzo derecho y en el tercer tramo se encuentra una iniciada capilla, cerrada por una notable cancela de madera, rematada por un medio punto del mismo material, todo con balaustres torneados. En el paño izquierdo otra cancela de las mismas características ejerce igual función hacia un largo pasillo que, por un lado, conduce a las escaleras que suben al coro y por otro a la sacristía, la cual tiene su acceso principal por el presbiterio. El coro se apea sobre dos columnas de piedra modernas. La cubierta del sotocoro es de pares. Esta parte es muy posterior al resto de la fábrica, como consecuencia, al parecer, de un pequeño incendio. Bajo el coro se encuentra el cortavientos de madera que protege el único acceso al templo. Santa María Magdalena recibe la luz natural mediante la gran ventana que se abre al coro y a través de cada una de las existentes en los tres últimos tramos, más pequeñas.
Al exterior, la iglesia se muestra construida con sillarejo y sillar en las zonas más nobles —esquinales y recercado de ventanas— y flanqueada por contrafuertes. Atendiendo a su localización geográfica, su fachada es insólita: su estructura pertenece a un románico muy degenerado y tardío. Está formada por un arco de medio punto con simple baquetón a ambos lados y al que protege un alfiz a lo Reyes Católicos. En la parte superior, formando un triángulo, se distribuyen tres huecos para campanas, acusadamente más pequeño el ubicado en la parte del ápice, mientras en la parte media, enmarcada por pequeños sillares, se abre la ventana que da al coro.

## Estatus patrimonial
Fue declarada Bien de Interés Cultural con la categoría de monumento el 22 de diciembre de 1992, mediante un decreto publicado el 12 de febrero de 1993 en el Diario Oficial de Castilla-La Mancha, con la rúbrica del presidente de la Junta de Comunidades de Castilla-La Mancha, José Bono, y del entonces consejero de Educación y Cultura, Juan Sisinio Pérez Garzón.